# A Quenlla
A Quenlla (du nom d'une espèce de requin en galicien) est un groupe de musique folk et musique traditionnelle galicienne, créé en 1984 par divers musiciens, dont Mini et Mérou, ex-composants historiques du groupe Fuxan os Ventos.

## Historique
Le projet A Quenlla est né avec l'intention de donner un nouveau souffle à la musique folk et à la musique traditionnelle galicienne, mais sans abandonner la thématique sociale et revendicative, un aspect que Fuxan os Ventos avait selon eux négligé. La formation initiale rassemblait trois personnes, mais une dizaine de musiciens ont finalement participé.
Les textes de A Quenlla se basent sur deux sources : la musique traditionnelle et les écrivains galiciens, sa discographie comporte de nombreuses chansons basées sur différents poèmes de Celso Emilio Ferreiro, Manuel María, Darío Xohán Cabana ou Xosé Luís Méndez Ferrín, ainsi que des textes récités.
Une autre caractéristique du groupe est une certaine tendance à faire disques thématiques, destinés à faire passer un message particulier. Ainsi Európolis '88 est une critique féroce à l'Union européenne ; La casa que nunca tuvimos (La maison que nous n'avons jamais eu), une réflexion métaphorique sur la Galice et l'amour au terroir ; et Te enamora de la vida, un chant contre les dangers de la drogue (ce disque a été fait en collaboration avec la Federación Gallega de Asociaciones de Ayuda al Drogodependiente).
En 2010 ils ont publié Os Irmandiños.
Le groupe a aussi collaboré des nombreuses fois à la bande sonore à des divers documentaires et autres œuvres vidéo.

## Discographie

### Albums
- Os tempos inda non, non son chegados (1986)
- Európolis '88 (1988)
- Máis alá da néboa (1990)
- Terra (álbum da Quenlla)|Terra (1992)
- Nadal en galego: Galicia canta ó neno (1993)
- A casa que nunca tivemos (1996)
- Namórate da vida (1999)
- Silencios na memoria (2004)
- 17 canciones de troula (2007)
- Os Irmandiños (2011)
- 30 anos con A Quella. De amor, dor e loita (2014)[4]
- Desorballando outonos (2014)[5],[6]

### C  collaborations et disques collectifs
- Xogando coa música 1 (1997)
- Xogando coa música 2 (1998)
- Chill Out Celta en Galicia (2004)

### Complilations
- As nosas cancións. Vol. 1 (1997)
- As nosas cancións. Vol. 2 (1998)

### Bandes originales
- Galicia: 70 anos de nacionalismo (1988)
- Historia da Lingua Galega (1988)
- Longa noite de pedra (1989)
- Luís Pimentel: máis alá da néboa (1990)
- Patria poética (1991)